# Sunshine Dream 〜一度きりの夏〜
「Sunshine Dream 〜一度きりの夏〜」（サンシャインドリーム〜いちどきりのなつ〜）は、Happinessの5枚目のシングル。2013年8月7日にNAYUTAWAVE RECORDSから発売。

## 概要
- 前作の｢We Can Fly」から1年3か月後のシングルである。
- 今作は、同じくE-girlsのメンバー・Flowerが同日に発売する「太陽と向日葵」との対決シングルとなっている。
- 「CD+DVD」「CDのみ」「CDのみ（期間生産限定盤）」の3形態で発売。
- DVDには表題曲「Sunshine Dream 〜一度きりの夏〜」のミュージックビデオとオフショットを収録。
- Happinessがリリースしたシングルの中で初のオリコンチャートトップ10以内に入った。
- 1st.Album発売後のシングル及びレコード会社移籍前の発売であり、このシングルのみアルバム未収録になる。

## 収録曲

### 初回限定盤
CD
1. Sunshine Dream 〜一度きりの夏〜
作詞：松尾潔、作曲：松尾潔・豊島吉宏
2. Boyfriend(Sunshine Version)
作詞：松尾潔、作曲：JUNE
3. 永遠
作詞：岡嶋かな多、作曲：Albi Albersson
4. Sunshine Dream 〜一度きりの夏〜 (instrumental)

DVD
1. Sunshine Dream 〜一度きりの夏〜 MUSIC VIDEO + オフショット

### 通常盤
1. Sunshine Dream 〜一度きりの夏〜
2. Boyfriend(Sunshine Version)
3. Sunshine Dream 〜一度きりの夏〜 (instrumental)

### 期間生産限定盤
1. Sunshine Dream 〜一度きりの夏〜